# NGC 4128A
NGC 4128A је лентикуларна галаксија у сазвежђу Змај која се налази на NGC листи објеката дубоког неба.
Деклинација објекта је + 68° 47' 9" а ректасцензија 12h 8m 14,3s. Привидна величина (магнитуда) објекта NGC 4128 износи 15,0 а фотографска магнитуда 16,0. NGC 4128A је још познат и под ознакама NPM1G +69.0097, PGC 38558.